# Università Waynesburg
Waynesburg University (in inglese: Waynesburg University) è un'università privata cristiana situata a Waynesburg (Pennsylvania) negli Stati Uniti d'America. Fondata nel 1850, offre programmi undergraduate e postgraduate education in più di 70 discipline accademiche. L'università conta circa 1.400 studenti, di cui circa 1.100 undergraduate.

## Storia
Waynesburg University fu fondata nel 1849 come Waynesburg College dalla Presbyterian Church e ufficialmente riconosciuta con charter dal Commonwealth della Pennsylvania nel 1850. L'ateneo si trova su un campus contemporaneo sulle colline della southwestern Pennsylvania e dispone di strutture nella Greater Pittsburgh Region.
Miller Hall e Hanna Hall sono iscritti nel National Register of Historic Places.

## Struttura accademica
Waynesburg University offre lauree di primo e secondo livello in oltre 70 discipline. È accreditata dalla Middle States Commission on Higher Education.

### Graduate e studi professionali
Il Graduate School of Professional Studies offre lauree in business, counseling, education, nursing e criminal investigation presso le strutture di Pittsburgh, Waynesburg e online. Il Master of Business Administration (MBA) è accreditato dall'International Accreditation Council for Business Education (IACBE). Sono disponibili anche il Doctoral Program of Nursing Practice (CCNE) e il Ph.D. in Counselor Education and Supervision (CACREP).

### Stover Center for Constitutional Studies and Moral Leadership
Il centro Stover porta sul campus relatori e offre seminari e tirocini agli studenti selezionati come Stover Scholars.

## Strutture
Tra le strutture principali dell'università:
- Facoltà
- Uffici amministrativi
- Cappella
- Centro arti performative
- Palestra e impianti sportivi
- Biblioteca e laboratorio
- Centro studenti e mensa
- Residenze e centri fitness
- Campi da tennis e baseball
- Stadio di football
- Stazione radio e TV
- Giornale studentesco

## Vita studentesca

### The Yellow Jacket
Il giornale studentesco The Yellow Jacket, pubblicato dagli studenti dal 1924, copre notizie di campus, opinioni e sport.

### Radio e TV
- WCYJ-FM: radio universitaria
- WCTV: televisione studentesca

### Servizio alla comunità
Gli studenti completano oltre 50.000 ore annue di servizio comunitario tramite il Center for Service Leadership.

### Fede
Attività cristiane disponibili: servizi settimanali, studi biblici, missioni e Fellowship of Christian Athletes (FCA).

### Programmi di studio all'estero
Gli studenti possono partecipare a programmi come il Programma Fulbright.

## Sport
Le squadre, conosciute come Yellow Jackets, competono nella Presidents' Athletic Conference (PAC) della NCAA Division III.

### Football
Il football dei Waynesburg University Yellow Jackets (Waynesburg University Yellow Jackets football ) è un eccellente programma di football americano.
Il team di football vinse il NAIA Football National Championship del 1966 e ha giocato la prima partita televisiva nel 1939.

### Wrestling
Fondato nel 1928, il team ha prodotto 17 All-Americans e 3 campioni nazionali.